# Сердиті молоді люди
«Сердиті молоді люди» (англ. Angry young men)  — назва групи англійських письменників, які набули відомості у 1950-ті роки.
Вони ввели в літературу тип молодої людини, що пробилася «нагору», зіткнулася з ворожим середовищем і зазнала розчарування через своє банальне життя. Одна з головних тем «сердитих молодих людей» — нонконформізм.
Термін, який виник завдяки автобіографічній книзі Л. А. Пола «Сердита молода людина» (1951), об'єднав митців «покоління 50-х років» (або, як назвали їх пізніше, «дітей війни»). Найбільш визначними й типовими представниками «сердитих молодих людей» вважаються романісти Кінґслі Еміс, Джон Вейн, Джон Брейн, Джон Осборн, Колін Вілсон та інші. Із «сердитим» героєм англійський читач уперше познайомився в 1953 році, коли друкуються романи «Щасливчик Джим» К. Еміса та «Поспішай донизу» Дж. Вейна. Свого найбільшого поширення термін «сердиті молоді люди» набув у 1956 році, після прем'єри п'єси Дж. Осборна «Озирнись у гніві», цієї «сердитої п'єси сердитого молодого автора» (за словами її рецензента), чи не найбільш характерного й відомого твору всієї течії. «Сердиті» не складали організованої літературної школи, як і представники американського «бітництва», французького «нового роману» або «театру абсурду». Проте їхні прозаїчні й драматичні твори мають цілий ряд типологічно спільних художніх рис.
Спільним для романів і драм «сердитих молодих людей» є місце дії — англійська провінція, авторська настроєність та інтонація твору — завжди особиста, іронічна, навіть цинічна, прагнення до найповнішої достовірності, підкреслена особистісна основа твору. Але головним, що об'єднує «сердитих» письменників, є їхній герой, що став новим літературним типом. Це тип молодої людини (найчастіше за все — плебея), яка здобула освіту і «пробилася» до нового середовища, ворожого для неї. Герой «сердитих» розчарований своїм сірим буденним життям, незадоволений своєю роботою, «повстає» проти суспільства, в якому йому не знаходиться місця. Він роздратований інтересами та ідеалами людей, що оточують його, ненавидить істеблішмент, накидається на систему моральних та інтелектуальних цінностей, роблячи це то з гнівом і сарказмом, то з іронією, а то й з інфантильними наївними бешкетуваннями. Герой «сердитих молодих людей» — це, скоріше, «антигерой»: малосимпатичний, непривабливий, галасливий, брутальний. Саме такими рисами наділені Джим Діксон («Щасливчик Джим»), Чарльз Ламлі («Поспішай донизу»), Джиммі Портер («Озирнись у гніві»), Джо Лемптон («Шлях нагору» Джона Брейна). Утім, нонконформістський бунт «сердитого» героя нерідко завершується конформізмом, сімейним і суспільним благополуччям, життєвими компромісами, примиренням із соціумом, проти якого повставав.
Хоча творчість «сердитих молодих людей» і мала недовгу історію (уже в 60-ті роки англійські митці не повертаються до героїв і тем 50-х), вона залишила помітний слід у культурному житті Англії. «Сердиті» письменники підготували ґрунт для драматургів «нової хвилі» (Ш. Ділені, Дж. Арден, Б. Біен, Б. Копс, А. Оуен), соціально-критичних романів К. Вотергауза, С. Барстоу, К. Мак-Іннеса, значною мірою вплинули на творчість англійських абсурдистів Г. Пінтера та Η. Φ. Сімпсона.
«Сердиті» автори, яких не цікавили заплутані фабули й розвиток зовнішніх подій, основну увагу приділяли правдивому зображенню післявоєнної молоді (як зазначав відомий англійський критик К. Тайнен, Осборн у своїй драмі «Озирнись у гніві» «у сценічній формі відобразив інтереси майже семи мільйонів молодих англійців у віці від двадцяти до тридцяти років»), стосунки героя і суспільства, психологію післявоєнної молоді. Твори англійських «сердитих», за словами Кеннета Тайнена, можливо «сокирні та не по-англійськи брутальні», але в них «живе віра в мистецтво, яке має впливати на життя, а не втікати від нього та не підмінювати його».